# 東洋大学
東洋大学（とうようだいがく、英語: Toyo University）は、東京都文京区白山五丁目28番20号に本部を置く日本の私立大学。1887年創立、1928年大学設置。

## 概観

### 大学全体
東洋大学は、1887年（明治20年）に井上円了が創設した「哲学館」を前身とする私立大学であり旧制大学である。

## 建学の理念

### 建学の精神
建学の精神として「諸学の基礎は哲学にあり」「独立自活」「知徳兼全」 を掲げている。

#### 建学の精神の変遷について
1896年（明治29年）に「護国愛理」を学是とし、1927年（昭和2年）建学の精神であると確認されたが、1970年代以降は入試案内などで用いられなくなった。
1957年（昭和32年）の入学案内から「諸学の基礎は哲学にあり」が建学の精神として用いられるようになっている。

### 哲学館の三恩人
「哲学館」の設立と発展を支援した勝海舟、加藤弘之、寺田福寿の3人を「哲学館の三恩人」としている。
とくに創立期の台風による校舎倒壊、資金難などの存亡の危機に立ち、支援の手を差し伸べた勝海舟を、井上円了は「精神上の師」と仰いだ。

### 夜間学部の充実
「哲学館」は、「余資なく優暇なき者」（資産や時間に余裕がない人々）に、「哲学を学べる場を」という趣旨で設立された。
そのため東洋大学は、日本の大学で唯一、都心キャンパスに設置した全ての主要学部に夜間学部を設置しており、さらに他大学が夜間学部を閉鎖する中、21世紀に入っても新規設置を続けており、教育格差の是正に貢献している。
東京23区内に所在する大学キャンパスのうち、東洋大学だけが全文系学部において夜間学部を継続して設置している。さらに日本全体で「役割を終えた」として夜間学部を廃止する方向にある 中、夜間学部の拡充に努めている極めて珍しい大学となっている。具体的には、2001年には社会学部に第2部社会福祉学科を新規設置した。また、2009年4月に郊外型の板倉キャンパスから都心へ移転した国際地域学部には、移転時点では夜間部が設置されていなかったが、2010年に国際地域学部国際地域学科を2専攻とし、地域総合専攻を夜間部として開設した。

### 教育および研究

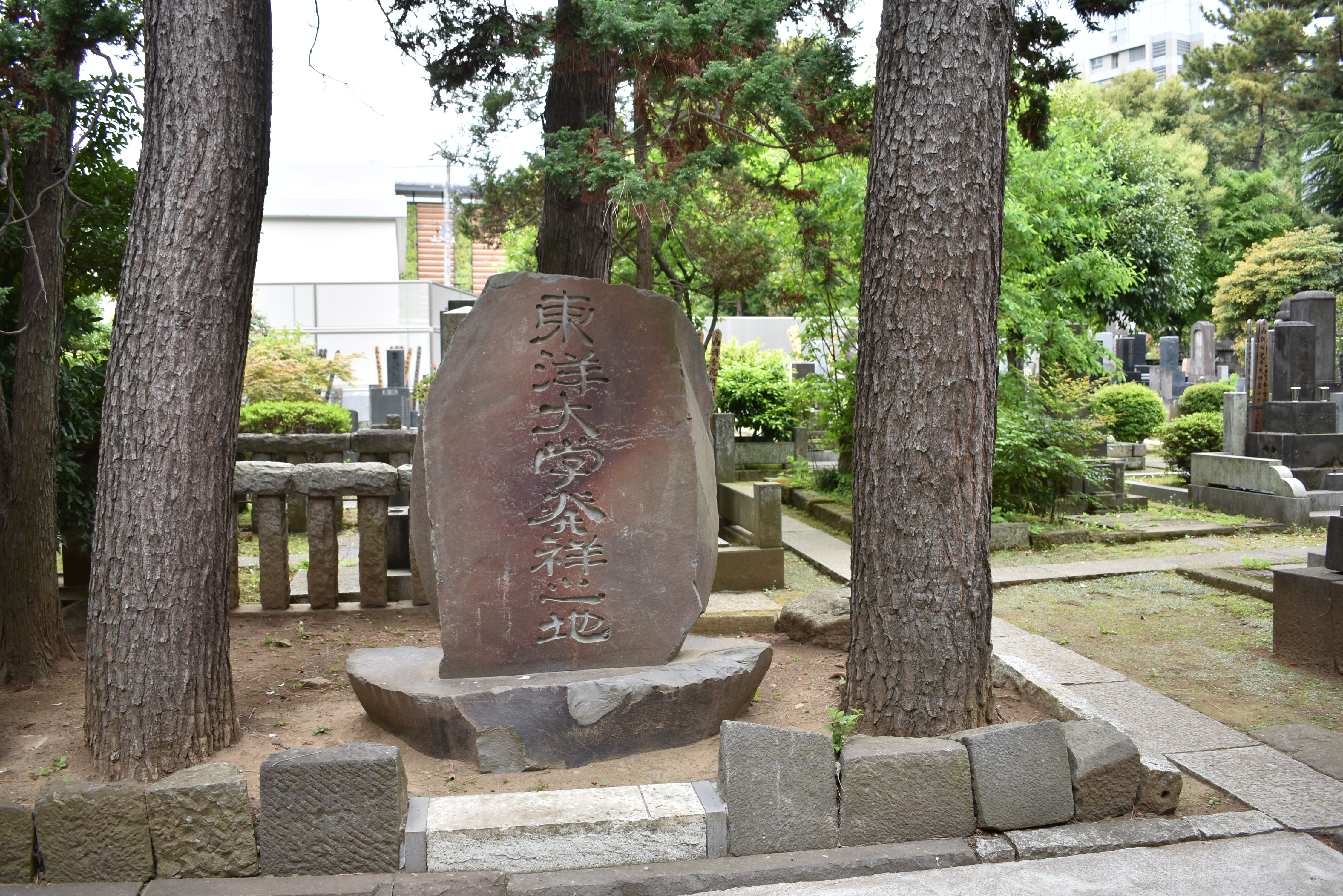
東洋大学発祥の地碑（麟祥院）
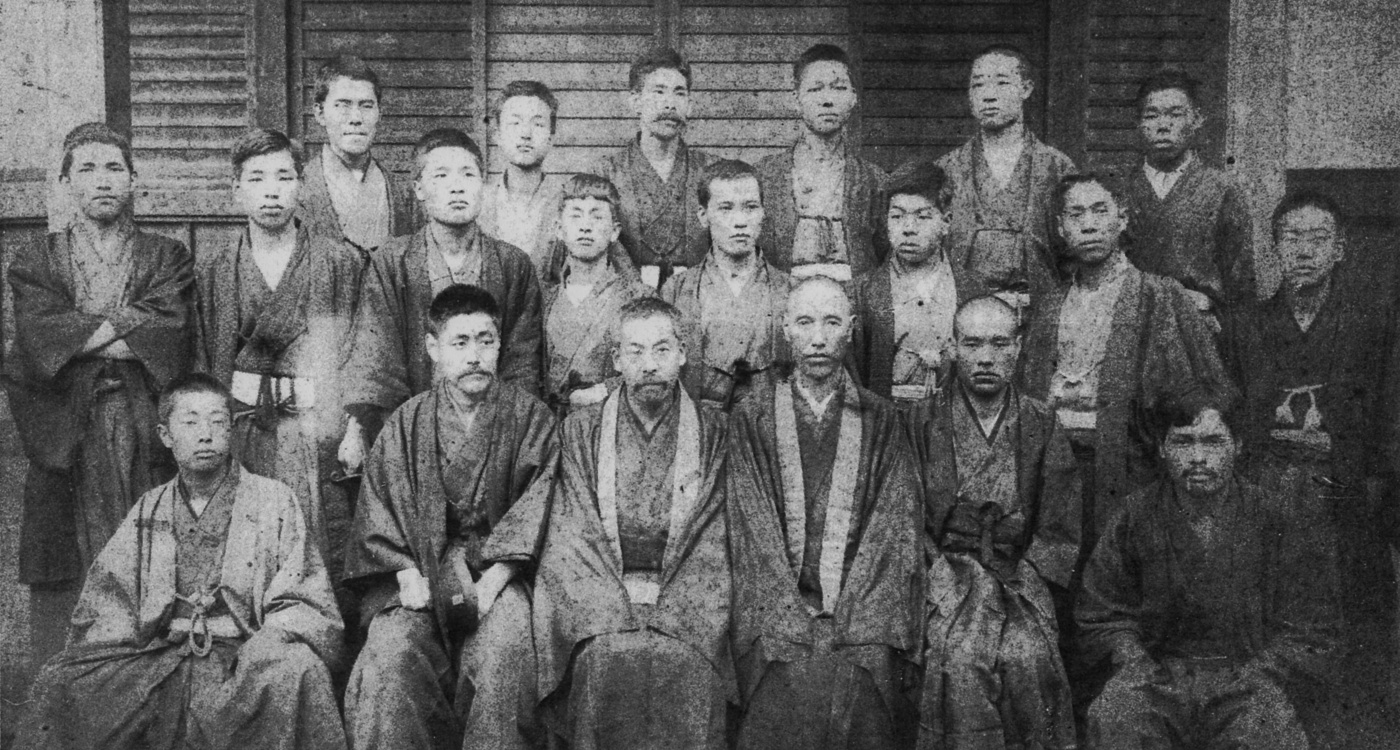
初期哲学館の講師と館生（前列左から2人目が井上円了）

都心から郊外へ移転した日本の大学としては日本初の全面的な都心回帰を実施、主要学部の教育および研究は都心で実施されている。さらに現在でも都心回帰を進めている。2020年3月には、板倉キャンパス（群馬県甘楽郡板倉町）の機能を東京都区部や埼玉県へ移す計画を発表した。
哲学の普及を目的とする哲学館 を起源とし、1903年に専門学校令に基づく哲学館大学を設立（1906年に東洋大学と改称）、1928年に複数の哲学系学科を有する旧制大学へと発展した。戦後も哲学に関する学科が多く設置されていたが、インド哲学科と中国哲学文学科は2013年に東洋思想文化学科に再編された。サステイナビリティ学連携研究機構において共生哲学分野の研究を担うなど、哲学研究においては日本有数の実績を持っている。

### 学風および特色
建学の精神に基づき、多様な価値観を理解し、自己の哲学を持つ人間を育成することを掲げている。また、物事の本質に迫り、深く考える力、主体的に社会の課題に取り組む力を養うことを重視している。
学生が自らの問いを持ち、その本質に迫って深く考えるためには、学部の枠内で提供する従来型のカリキュラムだけでなく、多様な知と出会う機会を広げることが不可欠であると考え、全学を挙げて設計された「総合知」教育を進めている。
「総合知」教育カリキュラムは、学生自身が所属する学部の専門分野の履修科目に加え、他学部の分野の履修科目を主体的に掛け合わせ、それぞれの興味や関心、将来像に合わせて学びをデザインする“わたしの学び”を創ることができる。
具体的には、総合大学として類例のない規模の全14学部・約600の専門科目を全学部共通の「全学基盤教育科目」「全学共通教育科目」として開講し、学生自身が所属する学部の専門科目とは別に、興味に応じた科目を学部やキャンパス横断で履修することができる。

## 沿革
大学令による旧制大学昇格が遅れた理由については境野事件も参照。

### 略歴
1887年に井上円了が哲学館を創設。その後、専門学校令に基づき哲学館大学となり、井上引退後の1906年に東洋大学と改称した。1918年に大学令が公布されると東洋大学もいち早く昇格運動に取り組んだものの、資金不足と学校騒動により大学昇格は大幅に遅れた。第二次世界大戦後は仏教団体や経済界からの支援を受けて拡張を続け、現在は4キャンパスに14学部18研究科を設置している。

### 年表

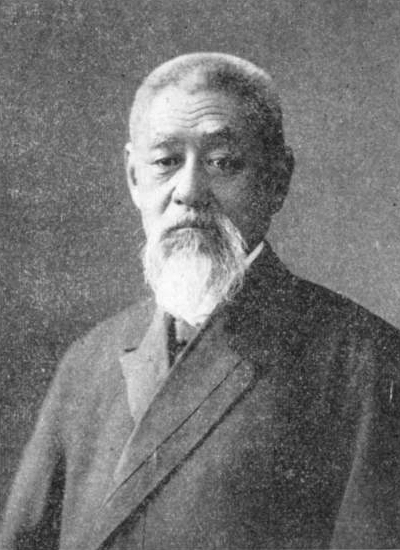
創立者井上円了

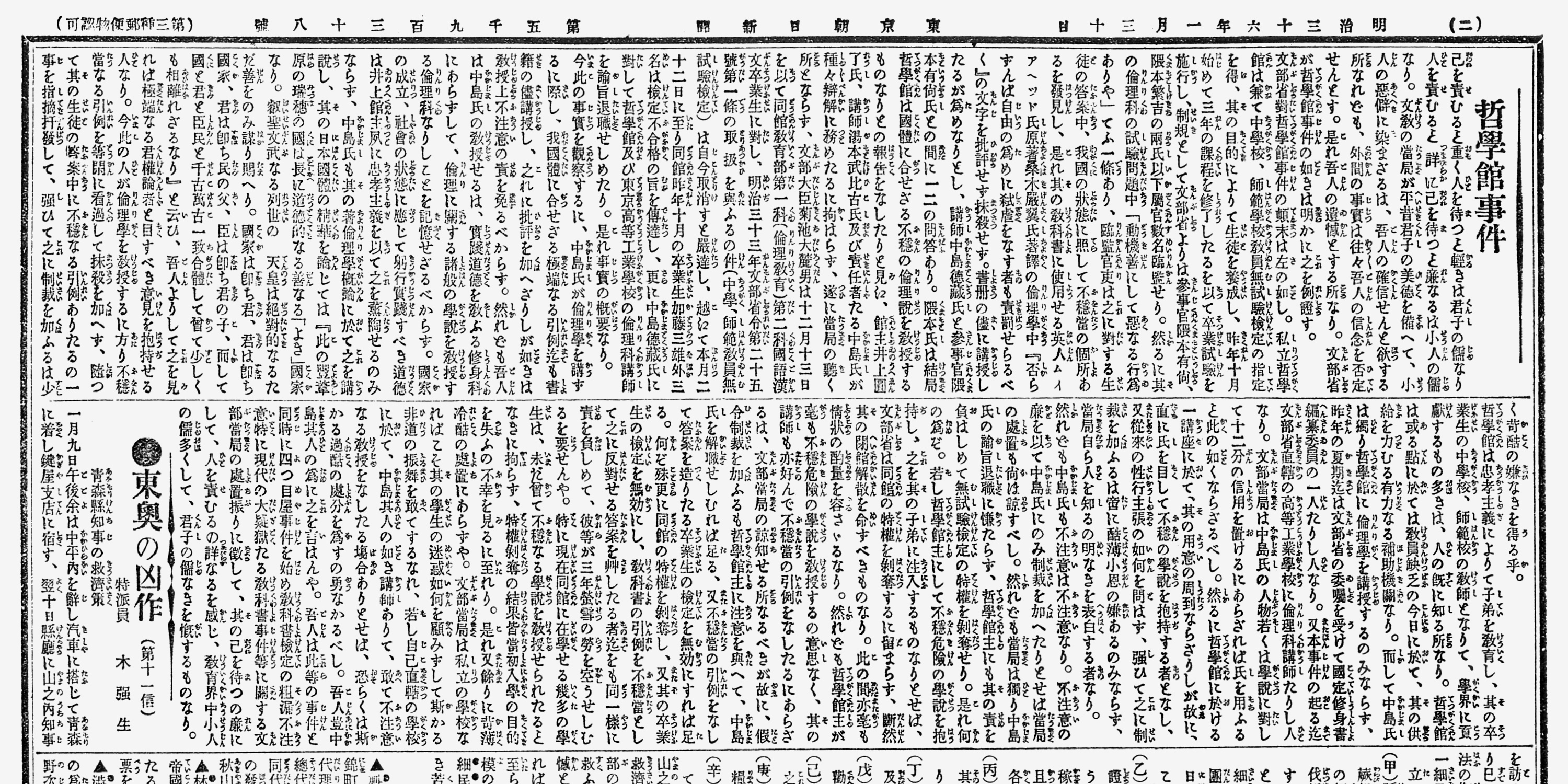
哲学館事件を報じる『東京朝日新聞』（1903年1月30日付2面）

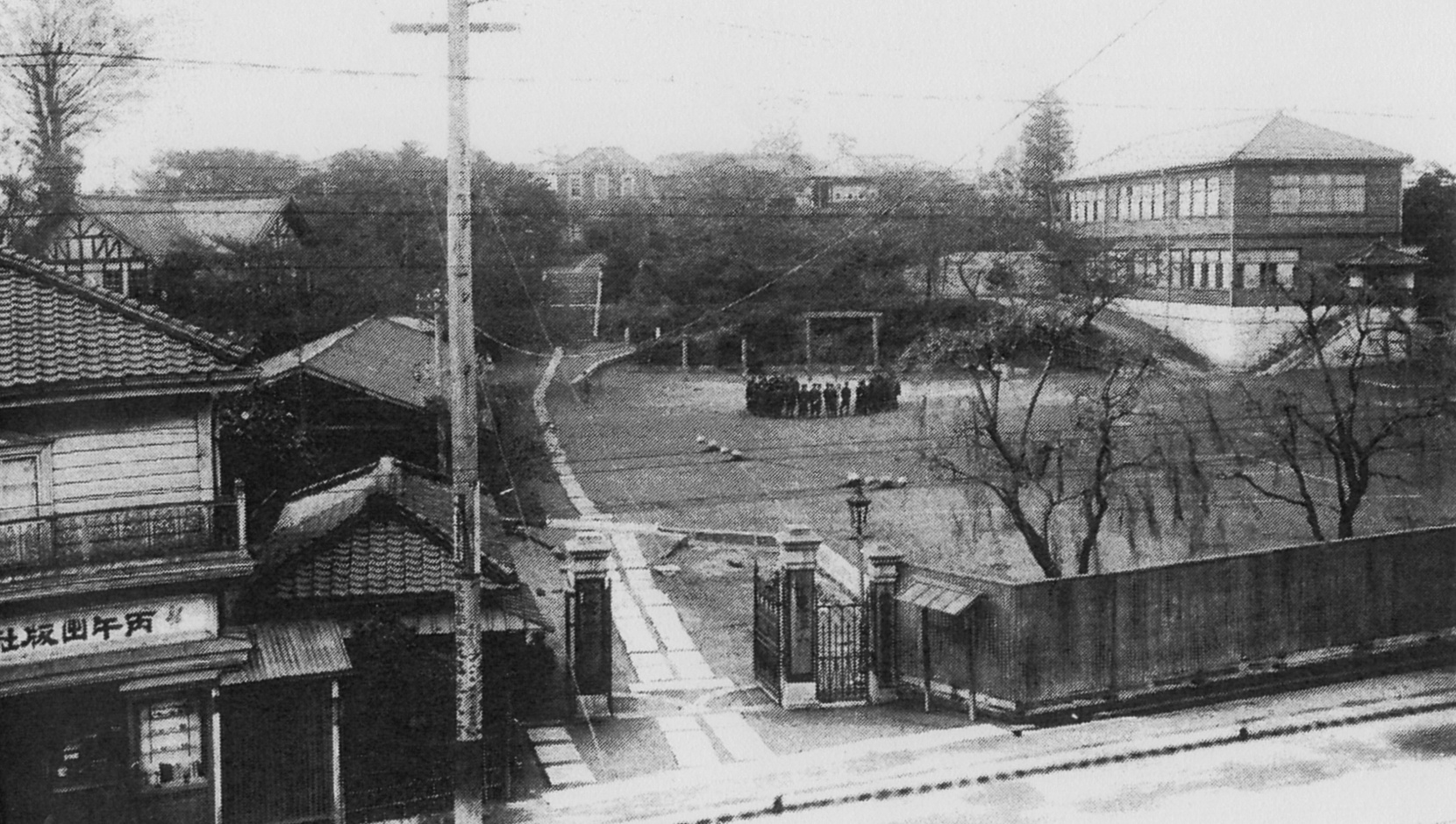
専門学校令による東洋大学および京北中学校、高嶋米峰の丙午出版社（1906年-08年頃）

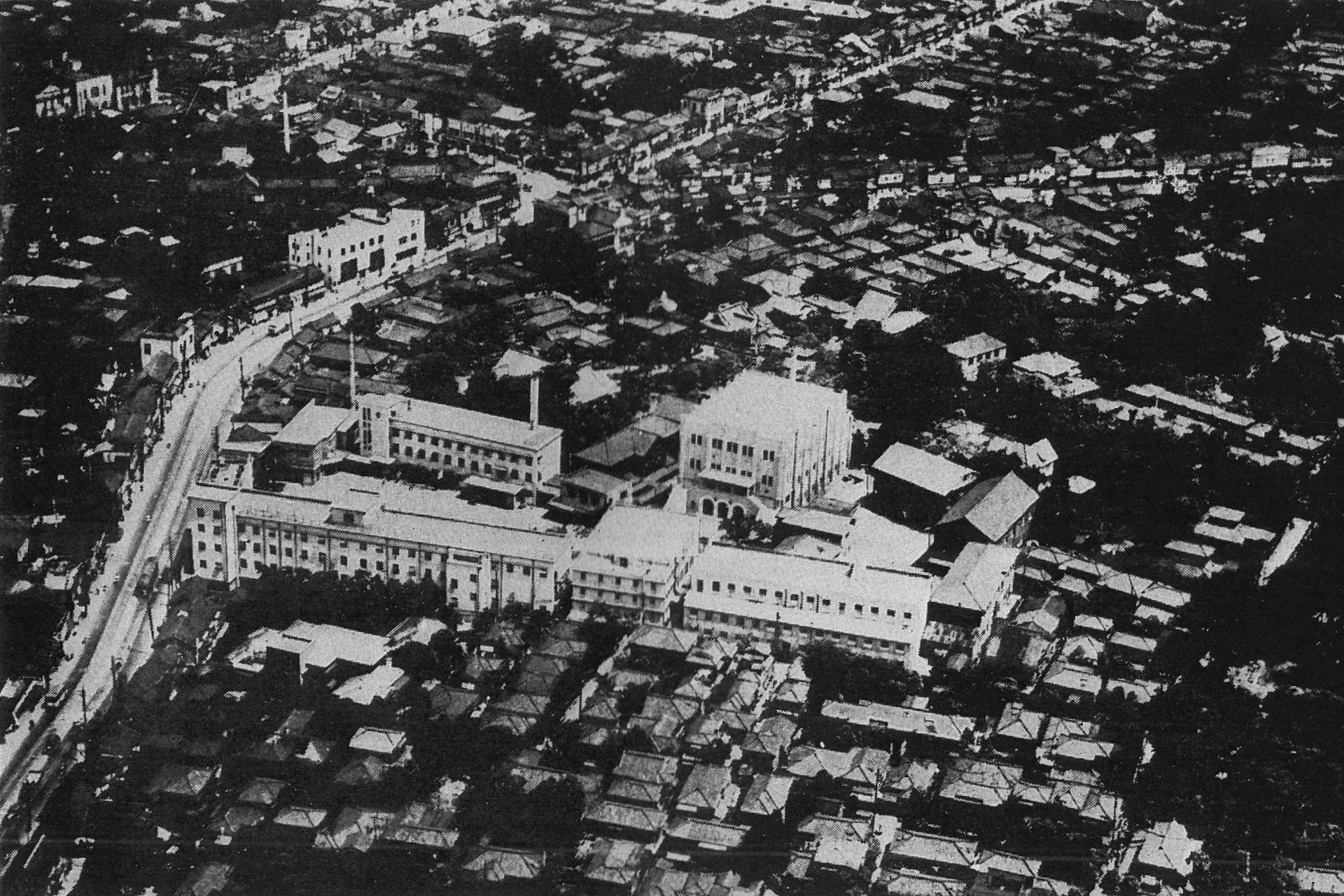
昭和初期の東洋大学および京北中学校、京北実業学校

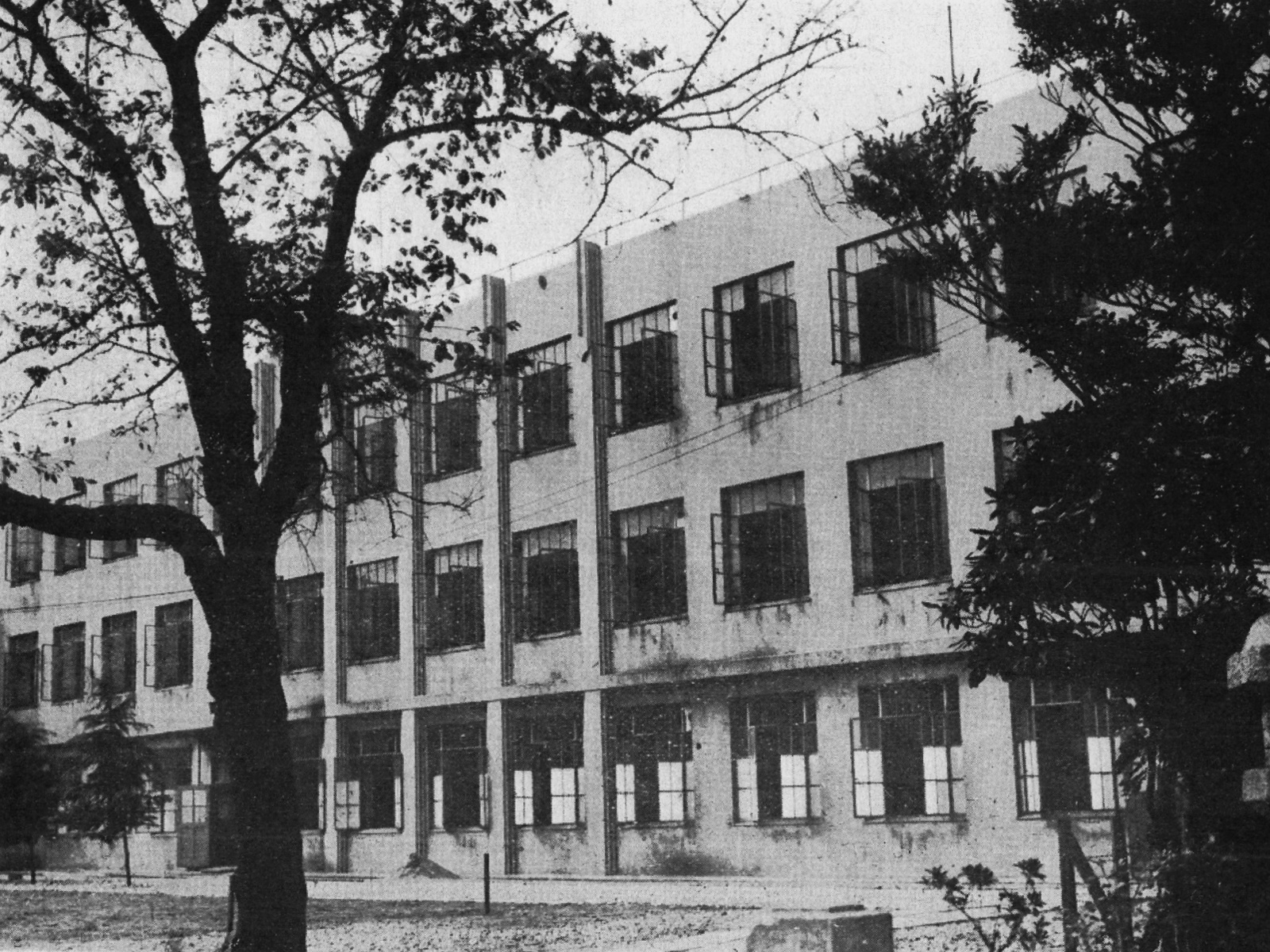
東洋大学本館（のちの3号館）

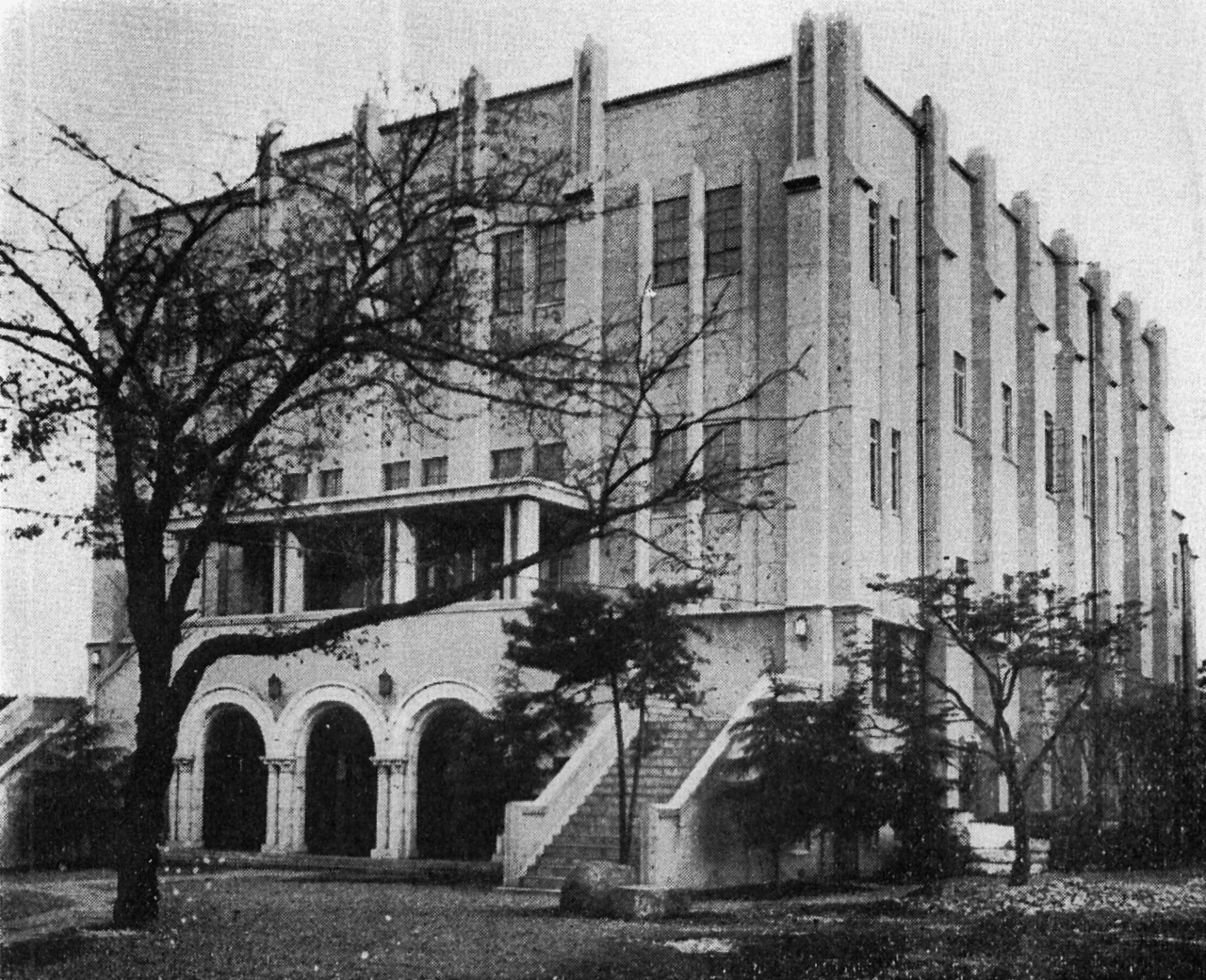
東洋大学講堂（のちの6号館）

- 1887年 - 東京市本郷区龍岡町の麟祥院に哲学館創設[15]（館主井上円了）[16]。
- 1888年 - 館外生制度を設け、『哲学館講義録』を発行[17]（文科系講義録としては全国初）[注 7]。
- 1889年 - 新校舎が本郷区駒込蓬莱町に落成（郁文館と校舎を共用）[18]。
- 1894年 - 『東洋哲学』創刊[19]、校友会を結成[20]。
- 1896年 - 小松宮彰仁親王から「護国愛理」の扁額を下賜される[2]。火災により駒込蓬莱町校舎焼失[21]。
- 1897年 - 1月に漢学専修科、4月に仏教専修科を開講[22]。小石川区原町に新校舎落成[23]（現在の白山キャンパス）。
- 1899年 - 中等教員無試験検定の取扱が許可される[24]。
- 1902年 - 哲学館事件発生、中等教員無試験検定認可取消[25]。
- 1903年 - 私立哲学館大学へ改称し、専門学校令による専門学校として設置認可[26]。
- 1904年 - 大学部（5年制）と専門部（3年制）を開設、大学部に第一科（哲学および宗教）と第二科（国語および漢文）を設置[27]。
- 1906年 - 井上円了学長退任。学校組織を財団法人に改め、私立東洋大学と改称[28]。
- 1907年 - 校友・講師らの働きかけにより中等教員無試験検定の取扱再認可[29]、留学生が初めて入学[30]。
- 1916年 - 女子の入学許可[31]（男子の専門学校として日本初）、私立の高等教育機関で初の女子学生として栗山津禰が入学し、男女共学が実現した。
- 1919年 - 『東洋大学基本金募集趣意書』を発表、大学昇格運動開始[32]。井上円了が死去。
- 1920年 - 私立東洋大学の「私立」の冠称を廃止[33]。
- 1921年 - 大学部第一科・第二科を廃し印度哲学倫理学科と支那哲学東洋文学科を設置、専門部第一科・第二科を廃し倫理学教育学科、倫理学東洋文学科、文化学科、社会事業科とする[34]。
- 1923年 - 境野事件発生[35]、大学昇格運動中断[36]。
- 1924年 - 校歌を制定（林古渓作詞、山田耕作作曲）[37]。女子が本科生となることを禁じ、聴講生のみを認める方針をとる[38]。
- 1927年 - 大学設立認可申請書を提出（1月19日）[39]。東洋大学創立40周年記念式典で中島徳蔵学長が東洋大学の建学精神は「護国愛理」であるとの見解を表明[40]。
- 1928年 - 大学設立認可申請書を再提出（1月20日）[41]、大学令による東洋大学が認可（3月30日）[41]。新校舎竣工[42]（旧3号館）。専門部社会事業科を専門部社会教育社会事業科へ改称[43]。
- 1929年 - 大学令による文学部（哲学科・仏教学科・国文学科・支那哲学支那文学科）を開講[44]。図書館竣工[45]。
- 1930年 - 専門部文化学科を廃止[46]。
- 1931年 - 仏教学者、高楠順次郎が学長に就任、専門学校令による大学部を廃止[46]。
- 1932年 - 研究科を開設[47]。
- 1933年 - 文学部に女子学生3名入学[48]。講堂竣工[49]（旧6号館）。
- 1934年 - 専門部社会教育社会事業科を廃止[43]。
- 1937年 - 実業家の大倉邦彦を学長に迎える[16]。護国精神の高揚、学力の充実、学制の改善、新講座設置の学園興隆策を発表[50]。
- 1938年 - 文学部史学科を設置[51]。十六教授辞職事件[52]。
- 1939年 - 専門部拓殖科を設置[53]。
- 1941年 - 専門部経済教育科を設置[54]。学友会を東洋大学護国会に改組[55]。
- 1943年 - 高嶋米峰が学長に就任[16]。東洋大学護国会を東洋大学報国団に改組[56]。
- 1944年 - 『教育ニ関スル戦時非常措置方策』を受けて、文学部5学科を2学科に、専門部4学科を2学科に縮小[注 8]。高島平三郎が学長に就任[57]。
- 1945年 - 空襲により原町校舎に甚大な被害が及ぶ[58]。
- 1946年 - 文学部に社会学科を設置[43]。
- 1949年 - 新制東洋大学設置認可。文学部（哲学科・仏教学科・国文学科・中国哲学文学科・史学科・英米文学科・社会学科）を開設[59]。
- 1950年 - 経済学部・短期大学部を開設[33]。大塚日現（獅子吼会会祖）に名誉学長の称号を贈呈[60]
- 1951年 - 学校組織を財団法人から学校法人に変更[33]。文経学部（第2部のみ、国文学科・社会学科・経済学科）を設置[61]。
- 1952年 - 文経学部を文学部第2部（国文学科・社会学科）と法経学部（第2部のみ、経済学科・法律学科）に改組、大学院（文学研究科）を開設[61]。
- 1954年 - 経済学部第1部経営学科を開設[62]。
- 1955年 - 獅子吼会事件（ - 1957年）[63]。
- 1956年 - 法学部を開設[33]。
- 1958年 - 大学通信教育放送実験のため、テレビスタジオを開設[43]。
- 1959年 - 社会学部を開設[43]。FM放送の試験を実施。
- 1961年 - 川越キャンパスを設置[33]、同時に工学部を同キャンパスで開設（機械工学科・電気工学科・応用化学科）[64]。
- 1962年 - 旧制東洋大学廃止[65]。工学部土木工学科と建築学科を設置[64]、経済学部第1部商学科を開設[62]。
- 1964年 - 通信教育部を設置[33]。
- 1966年 - 経営学部を開設[33]。東洋大学短期大学部を東洋大学短期大学に改称[33]。
- 1967年 - 大学紛争激化（ - 1978年）[66]。
- 1976年 - 工学部情報工学科を設置[64]。
- 1977年 - 朝霞キャンパスを設置[33]、同時に経済・経営・法・社会学部の1年生の授業を同キャンパスで開始[67]。
- 1979年 - 文学部仏教学科を印度哲学科と改称[68]。経済・経営・法学部の2年生を朝霞に移転[67]。
- 1986年 - 文学部の1・2年生と社会学部の2年生を朝霞に移転[67]。
- 1987年 - 東洋大学創立100周年記念式典を挙行[33]。
- 1990年 - 井上円了記念学術センターを開設[33]。
- 1994年 - 工学部に10月入学制度を導入[69]（のち廃止）。
- 1996年 - バイオ・ナノエレクトロニクス研究センターを開設。
- 1997年 - 板倉キャンパスを設置[33]、同時に国際地域学部、生命科学部を同キャンパスへ開設[33]。

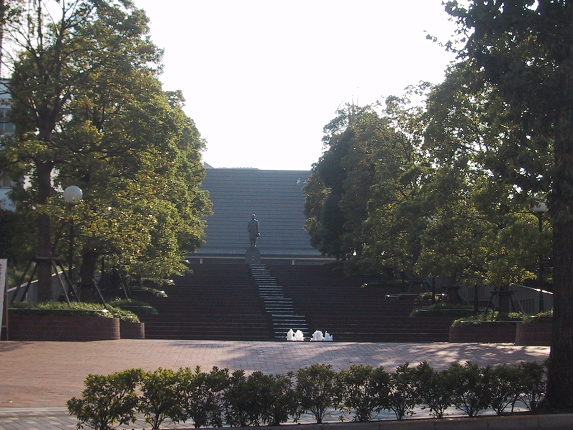
白山キャンパス甫水の森と井上円了像（2代目）

- 2000年 - 神田道子が総合私立大学史上初、東洋大学史上初となる女性学長に就任。
- 2002年 - 白山キャンパス甫水の森が完成[69]。東洋大学短期大学を廃止[70]。
- 2003年 - 白山キャンパスの再開発工事完了。
- 2004年 - 法科大学院（専門職大学院法務研究科法務専攻）を開設[33]。
- 2005年 - 朝霞キャンパスより文系5学部の1 - 2年生が白山キャンパスへ移転して文系5学部4年間一貫教育を開始[43]。朝霞キャンパスにライフデザイン学部を開設。井上円了記念博物館開館[69]。
- 2006年 - 白山第2キャンパスを設置して法科大学院と一部の研究機関を移転[33]。東洋大学大手町サテライトを新設して大学院経済学研究科公民連携専攻を社会人大学院として設置[33]。
- 2009年 - 板倉キャンパスから国際地域学部を白山第2キャンパスへ移転、生命科学部に2学科増設、総合情報学部を川越キャンパスへ設置、工学部を理工学部へ改組。
- 2010年 - 国際地域学部に夜間部を設置。
- 2011年 - 創立125周年記念東洋大学総合スポーツセンター竣工、清水町キャンパス[注 1] を設置。京北中学校・高等学校・京北学園白山高等学校の付属校化、および同校地再開発[71]。
- 2013年 - 東洋大学125周年記念館竣工。国際地域学部・法科大学院と一部の研究施設を白山キャンパスに移転。文学部インド哲学科と中国哲学文学科を東洋思想文化学科に再編。入試情報サイト「TOYOWebStyle」を開設し、紙の大学案内・入試要項を廃止した。
- 2014年 - 文部科学省「スーパーグローバル大学創成支援」に採択。
- 2016年 - 文学部日本文学文化学科と法学部法律学科の通信教育課程について、2018年度以降の学生募集停止を発表[72]。大学院総合情報学研究科、食環境科学研究科を設置。
- 2017年 - 赤羽台キャンパスを開設し、情報連携学部および大学院情報連携学研究科の教育研究活動を開始[73]（総合情報学部の赤羽台キャンパス（仮称）へ移転計画は中止）。国際地域学部を国際学部、国際観光学部に改組。新たに国際学部グローバルイノベーション学科を開設。文学部英語コミュニケーション学科を改組し、国際文化コミュニケーション学科を設置。
- 2018年 - 法科大学院を廃止し、法科大学院修了生支援室を設置[74]。
- 2020年 - 女性では2人目となる、矢口悦子が学長に就任。
- 2021年 - 赤羽台キャンパスに「WELLB HUB-2」が完成し、ライフデザイン学部・ライフデザイン学研究科が朝霞キャンパスから移転。社会学部社会文化システム学科を国際社会学科へ改組。2部社会福祉学科の募集停止。
- 2022年 - 東洋大学教育DX推進基本計画の一環として『東洋大学公式アプリ』をリリース[75]。赤羽台キャンパスに国際交流宿舎「AI-House HUB-4」を開設。
- 2023年 - ライフデザイン学部、社会学部社会福祉学科を福祉社会デザイン学部、健康スポーツ科学部に改組し赤羽台キャンパスに開設。体育館・図書館・食堂棟を備える「HELSPO HUB-3」が完成。INIAD（情報連携学部）が生成AIのChatGPTを組み入れた新たな教育システム「AI－MOP」（AI管理運用プラットフォーム）を開発し導入。
- 2024年 - 生命科学部、食環境学部を朝霞キャンパスへ移転[14]。新たに生命科学部生物資源学科、生体医工学科（理工学部から改組）と食環境科学部フードデータサイエンス学科を開設。グーグル・クラウド・ジャパン合同会社とデジタルトランスフォーメーション (DX) に関する戦略的提携を締結。
- 2025年 -「総合知」教育カリキュラムがスタート。
- 2027年 - 川越キャンパスに、環境イノベーション学部（仮称）を設置予定[76]。

## 基礎データ

### 所在地
- 白山キャンパス（東京都文京区白山5-28-20）
- 赤羽台キャンパス（東京都北区赤羽台1-7-11）
- 川越キャンパス（埼玉県川越市鯨井2100）
- 朝霞キャンパス（埼玉県朝霞市岡48-1）
- 清水町キャンパス（東京都板橋区清水町92-1）[注 1]
- 大手町サテライトキャンパス（東京都千代田区大手町2-2-1新大手町ビル1F）

### 象徴

#### 校歌
- 大学歌

- 東洋大学校歌

林古渓作詞、山田耕作作曲
大学の公式歌であり、入学式や卒業式で必ず歌われる。
東洋大学では1924年（大正13年）6月に同窓会学芸部が校歌懸賞募集を行い、校友林古渓の当選作に5名の選者教授らが「厳密なる改訂」を加え、同年12月に決定歌を発表した。林の原歌と公表された決定歌は特に2番と3番が大きく異なっていた。
内容が国家主義的とも受け取れるものである3番は現在の大学公式ページに記載されていない。
- 応援歌
  - 青春の潮（東洋大学應援歌）

斉藤哲瑯作詞、小林三千三作曲
大学スポーツの応援で使用されることが多い。
  - わかばのもり

作詞作曲者が不明となっている。この曲も大学スポーツの応援で使用されている。
- 学生歌
  - 観想の花

作詞作曲者が不明となっている。この曲も大学スポーツの応援で使用されている。
- 創立100周年記念歌
  - 讃えんかな 東洋大学

栗原一登作詞、團伊玖磨作曲
歌われる場面はほとんどなく、学生は実際の曲を知らないまま卒業している。
  - 大学讃歌

清瀬勝美作詞、広瀬量平作曲
創立100周年を記念して作詞作曲された歌であるが歌われる場面はほとんどなく、学生は実際の曲を知らないまま卒業している。

#### 校章
1893年に前身である私立哲学館が定めた制帽の図案（八咫鏡）にならい、「知の徳」を象徴するマークである。

#### スクールカラー
スクールカラーは鉄紺（ごく暗い紫みの青）。1994年に設定されたコミュニケーションマークは、青を基本色、赤を補助色として定めていた。創立125周年（2012年）に現在のブランドマークに変更された。

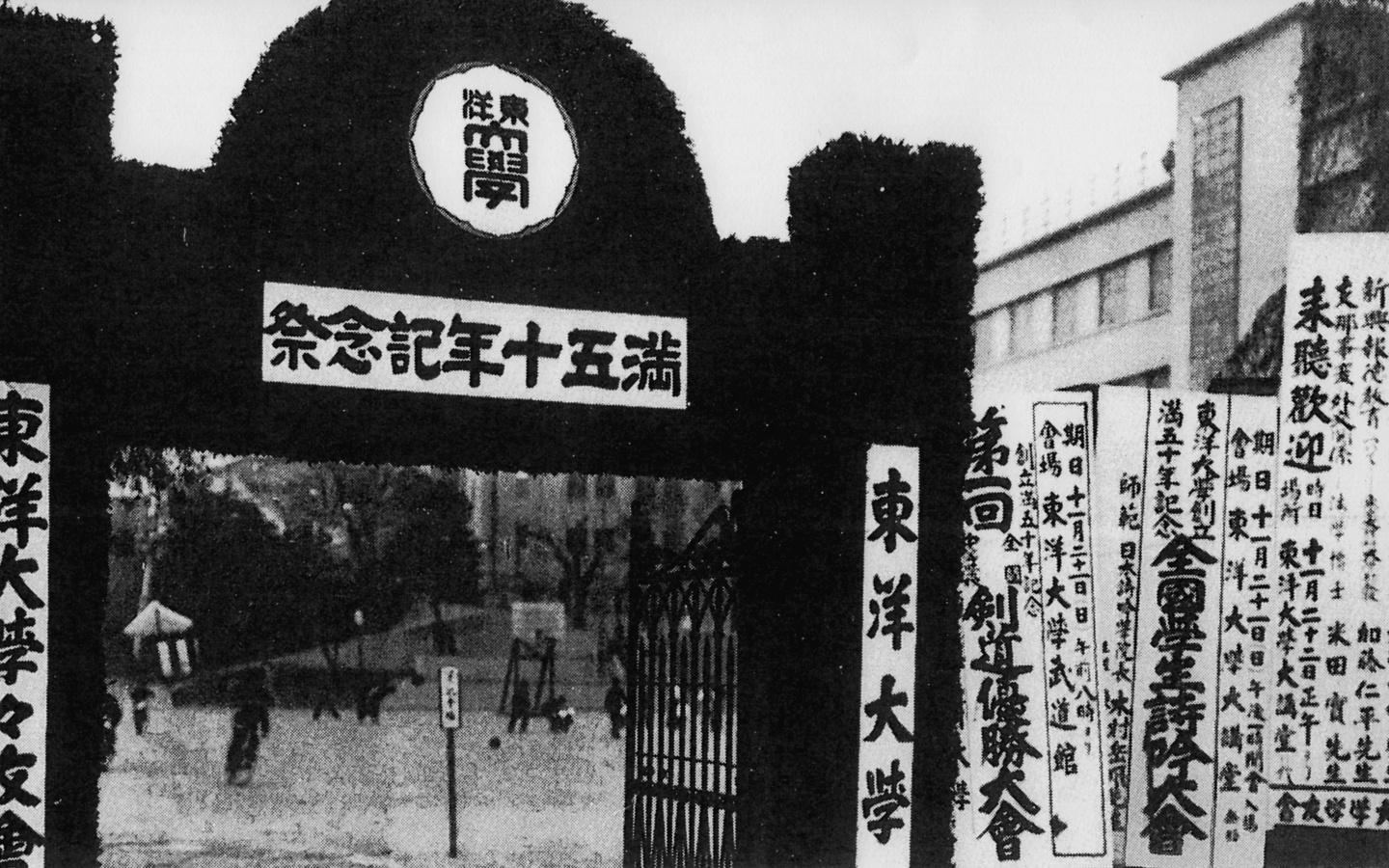
校門に掲げられた校章（1937年）
2012年まで使用された旧ロゴ
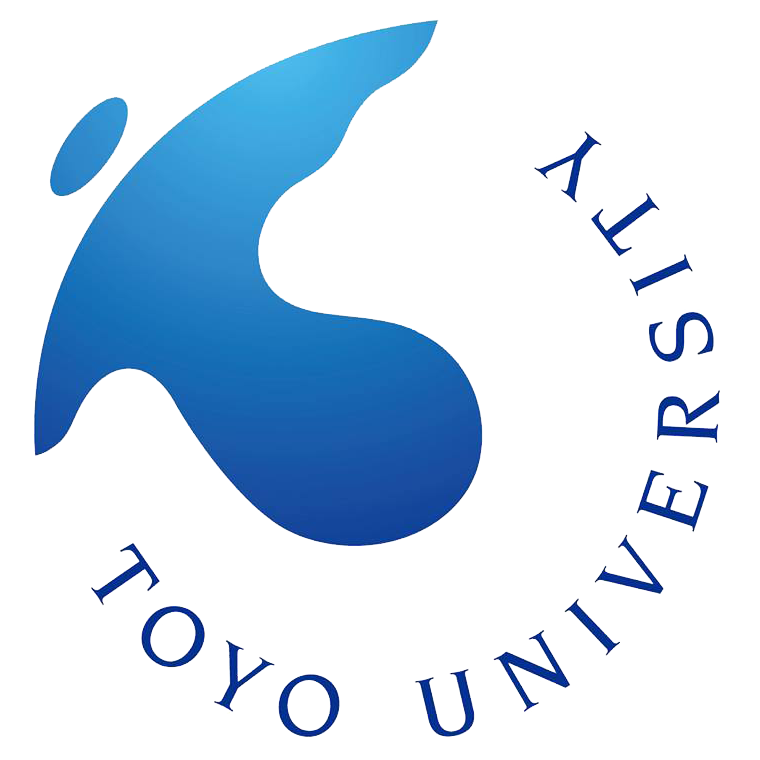
現在のブランドマーク

## 教育および研究

### 組織

#### 学部
- 文学部
  - 哲学科
    - 自然環境哲学コース
    - 身体表現哲学コース
    - 芸術哲学コース
    - 宗教・歴史哲学コース
    - 死生学コース
    - 哲学基礎専門コース

  - 第1部東洋思想文化学科[注 9]
    - インド思想コース
    - 中国語・中国哲学文学コース
    - 仏教思想コース
    - 東洋芸術文化コース

  - 第1部日本文学文化学科[注 10]
  - 英米文学科
  - 史学科
    - 日本史専攻
    - 東洋史専攻
    - 西洋史専攻

  - 第1部教育学科[注 10]
    - 人間発達専攻
    - 初等教育専攻

  - 国際コミュニケーション学科[注 11]
  - 第2部東洋思想文化学科（夜間）[注 12]
  - 第2部日本文学文化学科（夜間）
  - 第2部教育学科（夜間）
- 経済学部
  - 第1部経済学科[注 10]
  - 国際経済学科
  - 総合政策学科
  - 第2部経済学科（夜間）
- 経営学部
  - 第1部経営学科[注 10]
  - マーケティング学科
  - 会計ファイナンス学科
  - 第2部経営学科（夜間）
- 法学部
  - 第1部法律学科[注 10]
  - 企業法学科
  - 第2部法律学科（夜間）
- 社会学部
  - 第1部社会学科[注 10]
  - 国際社会学科[注 13]
  - メディアコミュニケーション学科
  - 社会心理学科
  - 第2部社会学科（夜間）

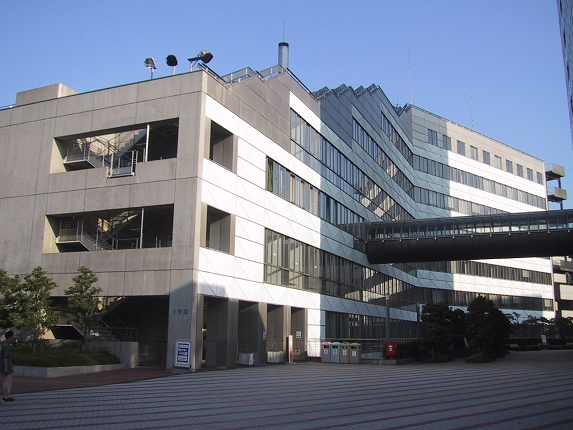
白山キャンパス1号館（講義棟）

詳細は「東洋大学大学院社会学研究科・社会学部」を参照。
- 国際学部[注 14]
  - グローバル・イノベーション学科（GINOS）
  - 国際地域学科
    - 国際地域専攻
    - 地域総合専攻（夜間）
- 国際観光学部[注 15][注 16]
  - 国際観光学科
- 情報連携学部（INIAD、2017年4月開設）
  - 情報連携学科

詳細は「東洋大学大学院情報連携学研究科・情報連携学部」を参照。
- 福祉社会デザイン学部（2023年4月開設）
  - 社会福祉学科
  - 子ども支援学科
  - 人間環境デザイン学科
- 健康スポーツ科学部（2023年4月開設）
  - 健康スポーツ科学科
  - 栄養科学科
- 理工学部[注 17]
  - 機械工学科
  - 電気電子情報工学科
  - 応用化学科
  - 都市環境デザイン学科
    - 都市環境コース
    - 都市創造コース
    - 都市経営コース

  - 建築学科

詳細は「東洋大学大学院理工学研究科・理工学部」を参照。
- 総合情報学部
  - 総合情報学科
    - システム情報コース
    - 心理・スポーツ情報コース
    - メディア文化コース

詳細は「東洋大学大学院総合情報学研究科・総合情報学部」を参照。
- 生命科学部
  - 生命科学科
  - 生体医工学科（2024年4月開設）
  - 生物資源学科（2024年4月開設）
- 食環境科学部[注 18]
  - 食環境科学科
    - フードサイエンス専攻
    - スポーツ・食品機能専攻

  - 健康栄養学科
  - フードデータサイエンス学科（2024年4月開設）

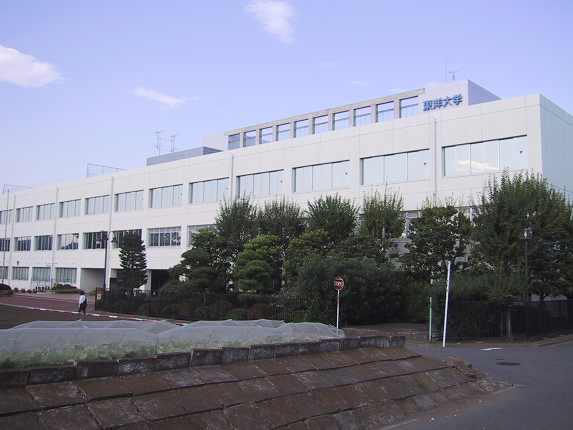
朝霞キャンパス2号館

#### 研究科

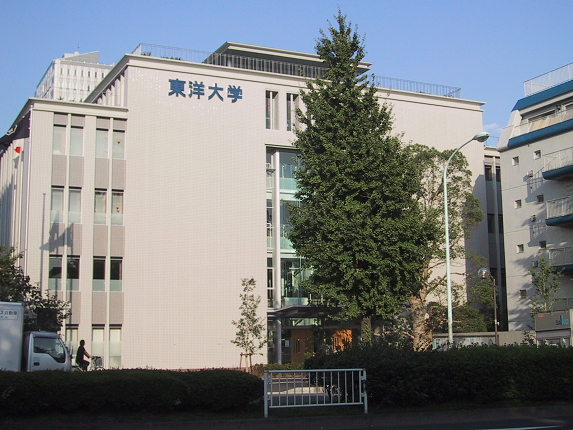
白山キャンパス6号館

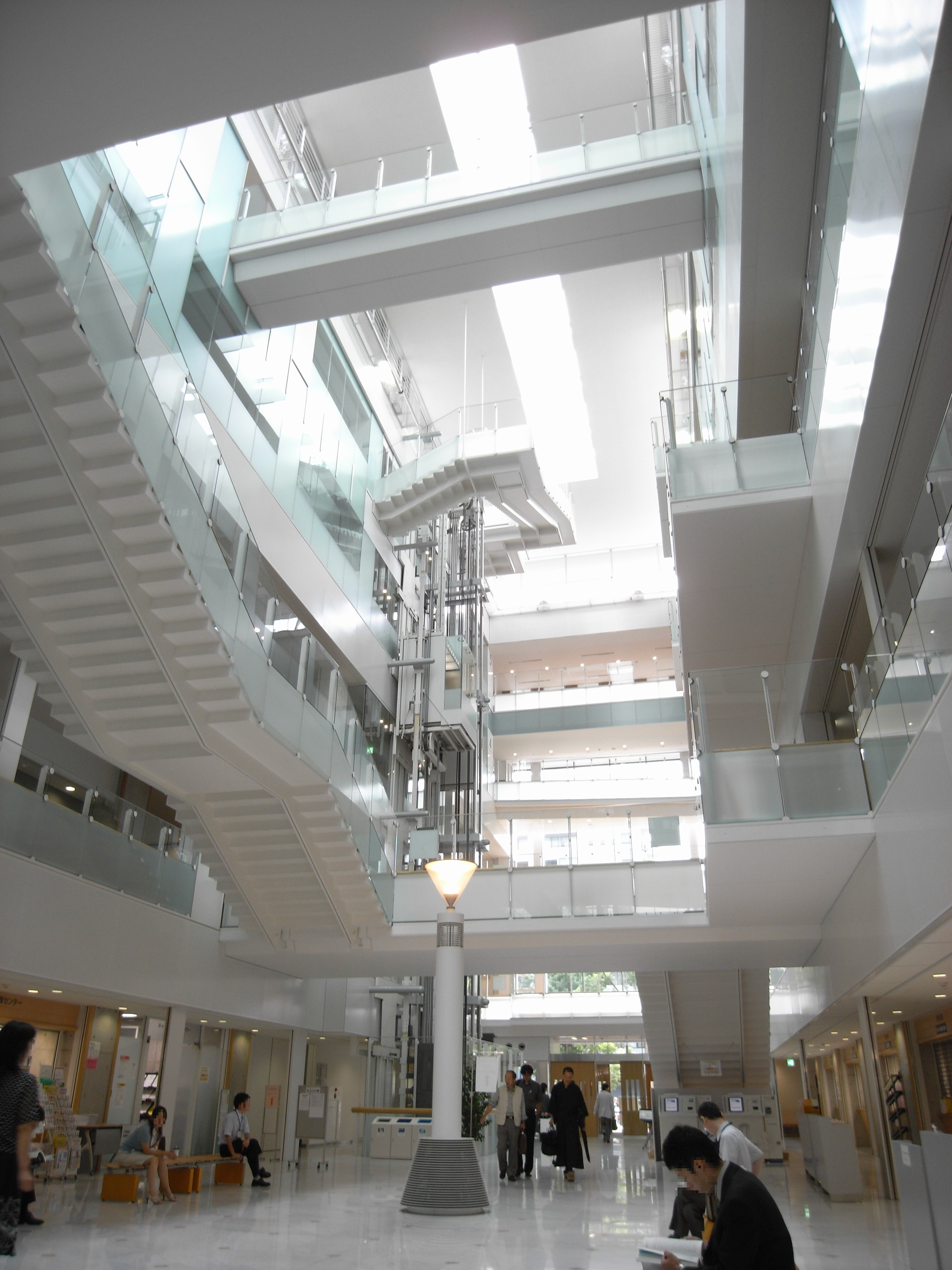
白山キャンパス6号館アトリウム

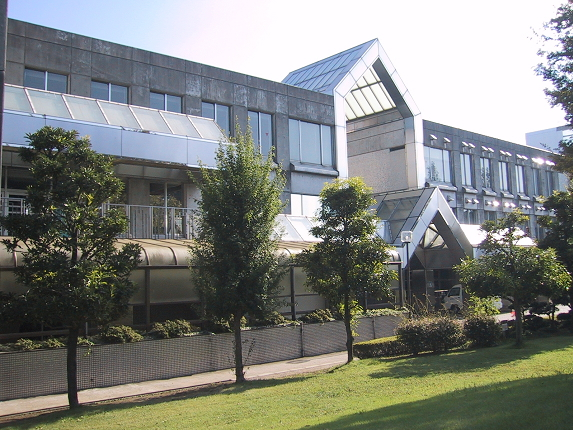
朝霞キャンパス研究管理棟

- 文学研究科（全専攻、博士前期課程・博士後期課程）
  - 哲学専攻
  - インド哲学仏教学専攻
  - 日本文学文化専攻
  - 中国哲学専攻
  - 英文学専攻
  - 史学専攻
  - 教育学専攻
  - 国際文化コミュニケーション専攻
- 社会学研究科（全専攻、博士前期課程・博士後期課程）
  - 社会学専攻
  - 社会心理学専攻
  - 福祉社会システム専攻
- 法学研究科（全専攻、博士前期課程・博士後期課程）
  - 私法学専攻
  - 公法学専攻
- 経営学研究科（全専攻、博士前期課程・博士後期課程）
  - 経営学専攻
  - ビジネス・会計ファイナンス専攻
  - マーケティング専攻
- 経済学研究科
  - 経済学専攻（博士前期課程・博士後期課程）
  - 公民連携専攻（修士課程）
- 国際学研究科（博士前期課程・博士後期課程）
  - グローバル・イノベーション学専攻
  - 国際地域学専攻
- 国際観光学研究科（博士前期課程・博士後期課程）
  - 国際観光学専攻
- 情報連携学研究科（修士課程）
  - 情報連携学専攻
- 社会福祉学研究科（博士前期課程・博士後期課程）
  - 社会福祉学専攻
- ライフデザイン学研究科
  - 生活支援学専攻（修士課程）
  - ヒューマンライフ学専攻（博士後期課程）
  - 人間環境デザイン専攻（博士前期課程・博士後期課程）
- 健康スポーツ科学研究科
  - 健康スポーツ学専攻（修士課程）
- 理工学研究科
  - 機能システム専攻
  - 電気電子情報専攻
  - 応用化学専攻（以上の専攻は博士前期課程・博士後期課程）
  - 都市環境デザイン専攻（修士課程）
  - 建築学専攻（博士前期課程）
  - 建築・都市デザイン専攻（博士後期課程）
- 学際・融合科学研究科（博士前期課程・博士後期課程）
  - バイオ・ナノサイエンス融合専攻
- 総合情報学研究科（博士前期課程・博士後期課程）
  - 総合情報学専攻
- 生命科学研究科（博士前期課程・博士後期課程）
  - 生命科学専攻
  - 生体医工学専攻
- 食環境科学研究科（博士前期課程・博士後期課程）
  - 食環境科学専攻
- 法務研究科
  - 法務専攻（2018年に廃止され、法科大学院修了生支援室を設置）[74]

#### 短期大学部
東洋大学短期大学は1950年に夜間帯に講義を行う東洋大学短期大学部として設置された。1963年には1部を設置、1966年には東洋大学短期大学と改称した。
しかし、短期大学を志望する受験生の減少や白山キャンパスの効率利用の観点からまず2001年に観光学科を国際地域学部国際観光学科として改組、2002年には英文学科を文学部英語コミュニケーション学科として、日本文学科を文学部国文学科と統合して文学部日本文学文化学科として、それぞれ改組した。これをもって短期大学は廃止となり、現在は東洋大学に短期大学部は設置されていない。

#### 通信教育課程
2017年度の入学生をもって募集を停止した。
- 文学部 日本文学文化学科
- 法学部 法律学科

東洋大学では1950年代後半にテレビジョンを使用した学内教育およびを実現するための研究が行われていた。文学部社会学科の米林富男を中心に大学教育におけるテレビの利用研究が行われていたが、その後遠隔地での大学通信教育にテレビを使用する研究が中心となっていった。1950年代当時、在日米軍がレーダー用に使用していたVHF12チャンネルが返還されるらしいという情報を元に、東京証券取引所会員各証券会社は、証券取引に関する情報を東京都内の各証券会社支店へ配信するために日本証券テレビの設立を検討していた。東洋大学では日本証券テレビの空き放送時間帯を利用して大学通信教育を実施しようという計画を持っていた。さらにテレビ放送と同時にラジオ放送による通信教育も検討されており、1958年7月には超短波FM試験電波の割り当て申請を行っている。12月20日に東洋大学に学内放送用のスタジオを設置した際には超短波でテレビ・ラジオともに試験放送の送出可能な設備が設置された。まずは超短波放送からスタート、将来的にはテレビ放送も実施してラジオ・テレビの両面から勤労学生や社会人が学習できる環境を構築しようという壮大なものであった。この構想自体は、各大学の大学教員が教鞭をとり、テレビとFMラジオで講義を実施している現在の放送大学とかなり酷似しているが、米林の構想が母体となっているかどうかは不明である。また、米林の論文によれば、将来的には首都圏の各大学が得意とする分野を分担して担当する大学教育放送局を立ち上げる構想もあり、塩狩（北海道）・仙台・大阪・福岡に支局をつくるという具体的なプランまで示されていた。さらに文部省はこの構想に興味を示しており、実際に1958年までの数年間にわたって、研究助成金を出していた。また、郵政省も電波行政の観点から大学による教育放送局に賛成しており、東洋大学と東海大学の試験局には一部補助金も拠出していた。
その後、超短波FM放送の試験放送自体は実施されたが、日本証券テレビ構想の挫折、郵政省と文部省の方針転換、米軍からVHF12チャンネルがなかなか返還されなかったことなどが重なり、テレビ放送を断念することとなった。当初よりラジオのみの構想であった東海大学が、FM東海から実放送局（→FM東京。現在のTFM）へ発展できたのとは異なり、テレビ放送を念頭に置いていた東洋大学は構想の縮小を余儀なくされ、学内ケーブルテレビを使用した放送授業へ転換することとなった。

#### 附属機関

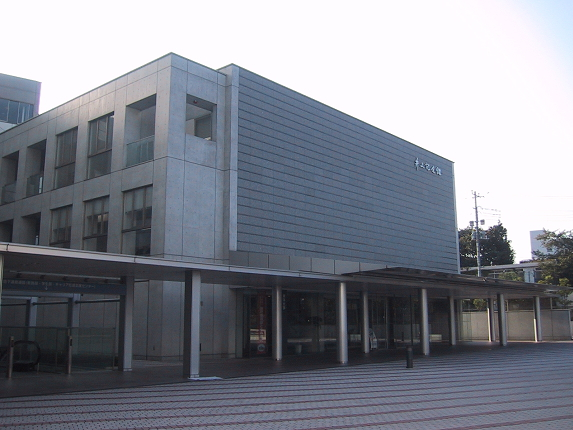
井上円了記念博物館と井上円了ホールの入る白山キャンパス井上記念館

かつて大学附置研究所と言う名称であったが、現在は附属研究所・センターと呼んでいる。
- 研究所・研究センター[81]
  - 学術研究推進センター
  - 産学協同教育センター
  - 知的財産・産学連携推進センター
  - 人間科学総合研究所
  - 現代社会総合研究所
  - 東洋学研究所
  - アジア文化研究所
  - 地域活性化研究所
  - 工業技術研究所
  - バイオ・ナノエレクトロニクス研究センター
  - 計算力学研究センター
  - 植物機能研究センター
  - 共生ロボット研究センター
  - 国際共生社会研究センター
  - 21世紀ヒューマン・インタラクション・リサーチ・センター
  - 経営力創成研究センター
  - 共生思想研究センター
  - 木と建築で創造する共生社会研究センター
  - 福祉社会開発研究センター
  - PPP研究センター
  - 生体医工学研究センター
  - 「エコ・フィロソフィ」学際研究イニシアティブ
  - 先端光応用計測研究センター（2008年度閉鎖）
  - 地域産業共生研究センター（2008年度閉鎖）
  - アジア地域研究センター（2009年度閉鎖）
  - 国際交流センター
  - 井上円了記念学術センター
  - 生涯学習センター
  - 情報システムセンター
  - 東洋大学LiFE研究会
- 図書館
  - 付属図書館
    - 白山キャンパス
    - 赤羽台キャンパス
    - 川越キャンパス
    - 朝霞キャンパス
- 井上円了記念博物館
- 井上円了ホール

### 研究

#### 21世紀COEプログラム
21世紀COEプログラムとして、1件のプロジェクトが採択された。
- 2003年
学際・複合・新領域
新機能微生物科学とナノテクノロジーの融合

#### 私立大学学術研究高度化推進事業
文部科学省よりそれぞれの事業分野に関して以下のセンターが採択を受けて研究が行われている。
- ハイテク・リサーチ・センター整備事業
  - バイオ・ナノエレクトロニクス研究センター「バイオ・メカ・フォトニクス融合デバイスの研究・開発」
  - 先端光応用計測研究センター
- 学術フロンティア推進事業
  - アジア地域研究センター
  - 計算力学研究センター
- 社会連携研究推進事業（2004年までは産学連携研究推進事業）
  - 植物機能研究センター
  - 地域産業共生研究センター
  - 共生ロボット研究センター
- オープン・リサーチ・センター整備事業
  - 国際共生社会研究センター「環境共生社会の形成方策とその新たな展開」
  - 21世紀ヒューマン・インタラクション・リサーチ・センター
  - 経営力創成研究センター
  - 共生思想研究センター「東洋思想に基づく『共生学』の構築」
  - 木と建築で創造する共生社会研究センター
  - 福祉社会開発研究センター
- 平成29年度私立大学研究ブランディング事業[82]
- 留学生就職促進プログラム（2017年採択）
- デジタルを活用した大学・高専教育高度化プラン（2021年採択）
  - 『学生一人ひとりの成長を約束する学修者本位の教育の実現』 〜“3万人のLearning Journey”の羅針盤〜
- 大学の国際化促進フォーラム（2021年採択）[83]
  - 「ビジネス日本語」オンライン講座を通じた高度日本語人材の育成
  - アジア・太平洋地域におけるオンライン協働教育―UMAPを基盤とするSDGsオンライン協働学習とバーチャル模擬国連―
- DX等成長分野を中心とした就職・転職支援のためのリカレント教育推進事業（2022年採択）
  - Open Smart Cityに向けたDX人材育成プログラム[84]
- 大学の世界展開力強化事業
  - インド太平洋地域等との大学間交流形成支援（2022年採択）[85]
- 次世代研究者挑戦的研究プログラム（ＳＰＲＩＮＧ）令和６年度新規プロジェクト
  - 健康と人間の安全保障のための哲学を持つ多様な挑戦的研究者育成プロジェクト[86]

#### 学術研究推進センター
- 「エコ・フィロソフィ」学際研究イニシアティブ
  - 2005年設立のサステイナビリティ学連携研究機構（IR36）の中で、2006年に新たに設置された協力大学のうち唯一の私立大学であった。東洋大学は「エコ・フィロソフィ」学際研究イニシアティブ（TIEPh）と冠し、環境問題やサステイナビリティに関する「エコ・フィロソフィ」樹立が任務である。

### 教育
- 現代的教育ニーズ取組支援プログラム
  - ものづくりから学生と地域を育てる共生教育－「つくる」をテーマに「持続型共生教育プログラム：川越学」の展開へ－（2007年度採択）
- 大学院教育改革支援プログラム
  - 公民連携人材育成プロジェクト（2007年度採択）
- 留学支援 LEAPプログラム

## 学生生活

### サークル活動

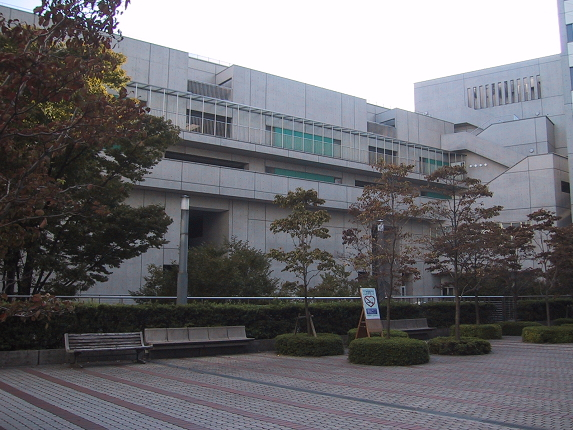
白山キャンパスのサークル棟である4号館(体育館・厚生棟)

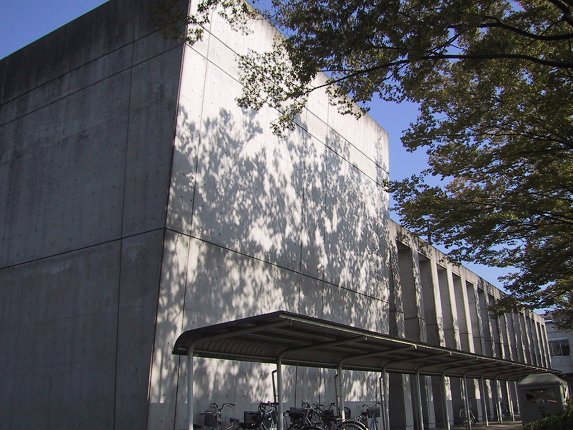
朝霞キャンパスのサークル棟であるコミュニティセンター

- 大学内にある公認学生サークルは以下のようなものがある。
  - 一部体育会加盟サークル
一部体育会に加盟している体育会系の各サークルで第一部の学部に所属している学生が加入している。
  - 二部体育会加盟サークル
二部体育会に加盟している体育会系の各サークルで第二部の学部に所属している学生が加入している。
  - 工学部体育会加盟サークル
工学部体育会に加盟している体育会系の各サークルで工学部に所属している学生が加入している。
  - 第一文化団体連合会加盟サークル
自治会の一つである第一文化団体連合会に加盟している各サークル。以前は公認系のサークルが多数参加する一大勢力であったが、党派色のあるサークルが仕切るなどしたことから他のサークルの反発を招き離脱が相次いだ。現在は練習場の割り当てを協議するために加盟している音楽系・演劇系サークルを中心に40団体が加盟するに過ぎない。
  - II部文化団体連合加盟サークル
第二部の学部で構成されているサークルが加入できるII部文化団体連合に加盟している各サークル。こちらも離脱が相次ぎ、現在は4団体のみ。
  - 工学部文化団体連合サークル
工学部に所属している学生が加入している工学部文化団体連合に加盟している文化系の各サークル。
  - 届出（公認）サークル
大学教員の顧問がおり、所定の書式を届け出れば認可される公認サークルを東洋大学では「届出サークル」と呼んでいる。従来は体育会や文化団体連合に加盟しないサークルの活動を支援するための補完的なシステムであったが、供出金や団体へ加盟することによる義務の増加を嫌う学生サークルがこちらを選ぶことが多くなり、独自の公認システムを取る板倉キャンパスの公認サークルと含めて150以上の団体が存在している。

### 学園祭
学園祭は各キャンパスごとに実施されている。白山祭は、学生運動、ロックアウト等で中断したため、工学祭→こもれび祭より開催回数は少ない。また、文系5学部が都心回帰する前は朝霞祭という名称で白山祭と同時開催であった。
- 白山キャンパス：白山祭
- 赤羽台キャンパス：赤羽台祭
- 川越キャンパス：こもれび祭
- 朝霞キャンパス：霞祭

### スポーツ
- 東洋大学硬式野球部は東都大学野球連盟に加盟、2009年春には東都リーグ史上初となる東都リーグ5連覇を、2011年春にはこれもリーグ史上初となる春季リーグ戦5連覇を達成している。
- 東洋大学陸上競技部長距離部門は過去60回以上の箱根駅伝出場歴があり、60回以上出場校で2008年まで唯一、優勝経験がなかったが、2009年の第85回大会で初の総合優勝を往路・復路優勝の完全優勝で達成、2012年には史上5校目となる往路・復路・総合の3記録を全て更新する完全新記録優勝を果たした。
- 東洋大学陸上競技部短距離部門は100ｍ元日本記録保持者で日本人初の9秒台を達成した桐生祥秀などを輩出している。
- 東洋大学アイススケート部ホッケー部門は1996年から日本学生氷上競技選手権大会で6連覇を達成しており、2005年現在ではスポーツ新聞では「学生四強の一角」と書かれることが多い。
- 東洋大学相撲部は卒業生に複数の関取がいる。
- 東洋大学ボクシング部は2012年ロンドンオリンピック日本代表選手に金メダリスト村田諒太ら2名選出されている他、卒業生に複数のプロボクサーがいる。
- 東洋大学ラグビー部は2022年時点で関東大学ラグビーリーグ戦グループ1部に在籍する。
- 東洋大学水泳部は2016年リオデジャネイロオリンピック金メダリスト萩野公介や、2020年東京オリンピック金メダリスト大橋悠依などを輩出している。
- 東洋大学男子サッカー部は2019年時点で関東大学サッカーリーグ戦1部に在籍し、2024年には全日本大学サッカー選手権大会優勝を果たした。

## 大学関係者と組織

### 大学関係者組織
東洋大学校友会（同窓会）
東洋大学の同窓会は「東洋大学校友会」と称し、1894年に「哲学館同窓会」として結成された。卒業生は原則として全員校友という扱いになる。ただし、校友会費を納入していない校友は校友会組織の代表となる資格や選挙権などがない。校友の会費納付率は高いとはいえないが、学生を対象に寄附講座や学生研究奨励基金なども実施している。
一方、校友会館については、校友会報などで度々話題に上っている。1953年に校友会館が建設されたが、その後、学校法人東洋大学の都合により閉鎖された。1966年には現在の甫水会館の土地を購入し新校友会館建設の準備に入ったが、その後管理上の問題および大学への協力の立場から土地を大学に寄付した形をとり、「土地の名義は大学であるが、使用権は校友会とする」契約と「甫水会館建設土地は校友会が法人化の折には返還する」覚書を大学と取り交わし、父兄会（現「甫水会」）を含めた三者による共有施設として甫水会館が建設されることとなった。2000年には甫水会館が大学の生涯学習センターの拠点として改装され、それまで一般校友に開放されていた宿泊室や会議室がなくなるなど校友会館としての機能が薄れており、将来的な検討課題となっている。なお、「甫水会館」命名の由来は、井上円了が新潟県三島郡浦村（現在の長岡市）の出身であることから浦の字を甫と水（サンズイ）に分けて甫水の号を名乗っており、そこから採られた。
職域校友会やサークルのOB会などで「白山会」という名称を使用することがあるが、地域支部が使用していないため、他大学のようにメジャーな名称にはなっていない。
東洋大学甫水会（旧父兄会）
東洋大学には東洋大学甫水会（旧父兄会）という保護者組織がある。第1部の学生は毎年の授業料とともに会費を徴収しており、第1部はほぼ全学生の保護者が加入している。

## 施設

### キャンパス
東洋大学のキャンパスは白山を中心に4カ所に散らばる。白山から見て朝霞と川越は交通の便が不便であるが、これは都営地下鉄三田線の延伸・東武東上線乗り入れ計画を念頭に置いて校地取得を行ったためである。この計画は凍結されたため、東洋大学ではキャンパス間の交通の便の悪さが懸案のまま残ってしまった。なお、文系5学部を白山へ統合した背景には交通の便の悪さもあるのではないかと学内で発行されている学生メディアが書いている。

#### 白山キャンパス
1897年に東京市本郷区駒込蓬莱町から小石川区原町字鶏声ヶ窪（現在地）に移転した時から存在するキャンパスで、戦前は「原町校舎」と呼ばれていた。文学部、経済学部、経営学部、法学部、社会学部、国際学部、国際観光学部が使用。

#### 赤羽台キャンパス
2017年設置。現在は情報連携学部、福祉社会デザイン学部、健康スポーツ科学部が使用。

#### 川越キャンパス
1961年設置。現在は理工学部、総合情報学部が使用。

#### 朝霞キャンパス
1977年設置。文系学部の教養課程を講義するために建設されたキャンパス。2024年から、生命科学部、食環境科学部が使用。

#### 清水町キャンパス
2011年設置。東洋大学総合スポーツセンターが開設されている。

#### サテライトキャンパス
- 大手町サテライト（東京都千代田区大手町2-2-1）
  - 使用研究科：大学院経済学研究科公民連携専攻（平日夜間のみ）
  - 東京都交通局三田線大手町駅、JR東日本東京駅
  - 三菱地所が管理している新大手町ビルの1階に開設されたサテライトキャンパス。

### 過去に存在したキャンパス

#### 白山第2キャンパス
国際地域学部、法科大学院、国際地域学研究科などで使用されていたキャンパス。既存施設を全て解体し、延べ約1万9900㎡規模の新校舎を建設する。2015年度より京北中学校、京北高校が使用している。

#### 板倉キャンパス
1997年設置。2024年、生命科学部、食環境科学部が朝霞キャンパスへ移転したため使用学部なし。

### 学生食堂
白山キャンパス
- 3号館地下1階
  - 丸亀製麺
- 4号館1階 stellar
- 6号館地下1階 学生食堂
  - Curry mantra（カレー専門店）
  - Deli & Cafe（カフェ）
  - Ciao! a Domani（パスタ専門店）
  - 鉄鍋屋（鉄鍋料理専門店）
  - 東京食堂（洋食）
  - 窯焼きkitchen（ケバブ・窯焼き料理）
  - ソウル食堂（韓国料理）
- 8号館地下1階 伝説の三丁目食堂
- 8号館1階 SUBWAY（サブウェイ）

赤羽台キャンパス
- 糖朝CAFE
- WELLB HUB-2 学生食堂

かつて東洋大学の学生食堂の一つに、16階建ての白山2号館に設置されたものがあった。周囲に高い建物が文京区役所くらいしかないため、大変に見晴らしが良く、特に夜景を楽しめる学食として学生教職員に親しまれていた。また、『東京ウォーカー』が東京都内の学食を特集した際に夜景がきれいな学食として紹介して以来、学生教職員以外の利用も増えており、安く夜景が楽しめるレストランとしても利用されていた。また6号館の地下食堂は、テレビ東京の『アド街ック天国』が白山・千石を特集した際に第5位にランキングされている。

### 学生寮
- フィロソフィア西台（板橋区高島平）[89]
- 国際交流宿舎[90]
  - AI-House Hub-4（2022年3月開設、赤羽台キャンパス内）
  - 国際会館（文京区千駄木）

かつて小石川寮と西片女子寮が存在していたが、現在は廃寮となっており、小石川寮は現在は運動部の合宿所となっている。

### セミナーハウス
- 鴨川セミナーハウス（2004年8月設置）[91]
- 富士見高原セミナーハウス（2004年8月設置）
- 河口湖セミナーハウス（2010年8月設置）
- 箱根保養所
  - 以前は只見川（閉鎖時期不詳）、富津（閉鎖時期不詳）、稲取（2004年6月閉鎖）、豊丘（2004年6月閉鎖）、白馬（2009年3月閉鎖）、山中湖（2010年6月閉鎖）にセミナーハウスがあった。また、東洋大学のセミナーハウスは学生・教職員のほか、科目等履修生や卒業生も宿泊することが可能となっている。

## 対外関係

### 海外拠点
- バンコクオフィス（2014年開設）[92]
  - 所在地：チュラーロンコーン大学政治学部60周年記念棟内

### 他大学との協定 （海外）
- 2025年現在、世界40以上の国、大学・機関と400件以上の協力協定を結んでいる。詳しくは、海外交流協定先機関・大学一覧 を参照。

| - アイルランド - ダブリンシティ大学 - リムリック大学 - アメリカ合衆国 - ウィノナ州立大学 - オレゴン州立大学 - カリフォルニア州立大学 - サンフランシスコ州立大学 - テネシー大学 - ニューヨーク州立大学 - パデュー大学 - ハワイ・パシフィック大学 - ポートランド州立大学 - ボストン大学 - ミズーリ大学 - モンタナ大学 - イギリス - エジンバラ大学 - カーディフ大学 - コベントリー大学 - リバプール大学 - イタリア - ヴェネツィア大学 - ローマ・ラ・サピエンツァ大学 - フィレンツェ大学 - トリノ大学 - インド - インド工科大学 - ジャワハルラール・ネルー大学 - インドネシア - ガジャ・マダ大学 - ウクライナ - ボリス・グリンチェンコ記念キーウ市立大学 - タラス・シェフチェンコ・キーウ国立大学 - ウクライナ国立航空大学 - ウズベキスタン - タシケント国立東洋学大学 - オーストラリア - カーティン大学 - サザンクロス大学 - サンシャインコースト大学 - ディーキン大学 - オーストリア - ザルツブルク大学 - オランダ - アムステルダム応用科学大学 - カナダ - ウィニペグ大学 - サスカチュワン大学 - バンクーバーアイランド大学 - ブロック大学 - マニトバ大学 - レスブリッジ大学 - カンボジア - 王立プノンペン大学 - ケニア - ジョモ・ケニヤッタ農工大学 - ジョージア - トビリシ自由大学 - スイス - ルツェルン大学 - スウェーデン - リンネ大学 - スペイン - デウスト大学 - スロベニア - リュブリャーナ大学 | - タイ - アサンプション大学 - アジア工科大学院 - シーナカリンウィロート大学 - 泰日工業大学 - タマサート大学 - チエンマイ大学 - チュラーロンコーン大学 - プラナコン・シー・アユタヤ・ラチャパット大学 - ブラパー大学 - 台湾 - 義守大学 - 弘光科技大学 - 中国文化大学 - 国立中興大学 - 龍華科技大学 - 静宜大学 - 佛光大学 - 中国 - 吉林大学 - 山東大学 - 上海大学 - 上海外国語大学 - 大連理工大学 - 中国海洋大学 - 中国人民大学 - 北京外国語大学 - 北京語言大学 - 北京理工大学 - ドイツ - バイロイト大学 - ニュージーランド - ユニテック工科大学 - ノルウェー - トロムソ大学 - ハンガリー - ブダペストメトロポリタン大学 - パラグアイ - アスンシオン国立大学 - バングラデシュ - シャージャラル科技大学 - フィリピン - アテネオ・デ・マニラ大学 - フィリピン大学 - フィンランド - ヤムク応用科学大学 - フランス - ストラスブール大学 - パリ第7大学 - ブラジル - サンパウロ大学 - ブルガリア - ソフィア工科大学 - ベトナム - フエ大学 - ベトナム国家大学ホーチミン市校 - ベルギー - リエージュ大学 - マレーシア - マラヤ大学 - マレーシア工科大学 - マレーシア国民大学 - メキシコ - モンテレイ大学 - リトアニア - ヴィルニュス大学 - ルーマニア - ブカレスト大学 |

- コンソーシアム（交換留学制度）
  - アイセップ（ISEP）
  - アジア太平洋大学交流機構(UMAP)

### 他大学との協定（国内）
- 山手線沿線私立大学図書館コンソーシアム
- 佛教図書館協会東地区相互利用
- 埼玉県大学・短期大学図書館協議会
- 大学eラーニング協議会
- サステイナビリティ学連携研究機構協力大学
- 全国私立大学FD連携フォーラム
- 首都大学院コンソーシアム
  - 経営学研究科ビジネス・会計ファイナンス専攻、経済学研究科公民連携専攻、学際・融合科学研究科は加盟していない。
- 東京外国語大学との協力協定[93]
- 埼玉大学との包括連携協定[94]
- 経営学部は以下の大学学部と協定関係を持つ。
  - 龍谷大学経営学部と国内相互留学制度
  - 文京学院大学経営学部と単位互換認定制度
- 他大学院及び外部研究機関との委託聴講制度、及び研究指導委託制度における協定校及び協定機関は以下の通りである。

委託聴講制度における協定校
- 文学研究科
  - 哲学専攻との協定校
    - 上智大学

  - 仏教学専攻との協定校
    - 駒澤大学、大正大学、立正大学

  - 英文学専攻との協定校
    - 青山学院大学、法政大学、上智大学、明治学院大学、日本女子大学、立教大学、聖心女子大学、東北学院大学、東京女子大学、津田塾大学、明治大学

  - 教育学専攻との協定校
    - 青山学院大学
- 社会学研究科、社会福祉学専攻、及び福祉社会デザイン研究科、全専攻との協定校
  - 茨城大学、埼玉大学、千葉大学、東京外国語大学、都留文科大学、駒澤大学、成蹊大学、専修大学、中央大学、東京国際大学、常磐大学、日本女子大学、法政大学、武蔵大学、立教大学、流通経済大学、創価大学、立正大学、淑徳大学、明治学院大学、明治大学、大妻女子大学、上智大学
- 経営学研究科
  - 経営学専攻、及びビジネス・会計ファイナンス専攻の協定校
    - 明治学院大学
- 経済学研究科、経済学専攻の協定校
  - 青山学院大学、専修大学、中央大学、日本大学、法政大学、明治学院大学、明治大学、立教大学
- 工学研究科の協定校
  - 東京電機大学理工学研究科
- 研究指導委託制度における研究機関
  - 工学研究科と生命科学研究科が、独立行政法人海洋研究開発機構と教育・研究協力提携を締結している。
  - 工学研究科が、独立行政法人理化学研究所と教育・研究協力提携を締結している。
  - 工学研究科と国際地域学研究科が、独立行政法人国立環境研究所と教育・研究協力提携を締結している。

### 高大連携
- 麹町学園女子中学校・高等学校
- 叡明高等学校
- 桜丘中学・高等学校
- 十文字中学校・高等学校
- 成立学園中学・高等学校
- 山村国際高等学校

### 地方自治体との連携
- 東京都文京区
- 東京都板橋区
- 東京都北区
- 東京都荒川区
- 神奈川県横浜市
- 千葉県市川市
- 埼玉県川越市
- 埼玉県鶴ヶ島市
- 埼玉県朝霞市
- 埼玉県川島町
- 和歌山県紀の川市

## 社会との関わり

### 哲学堂

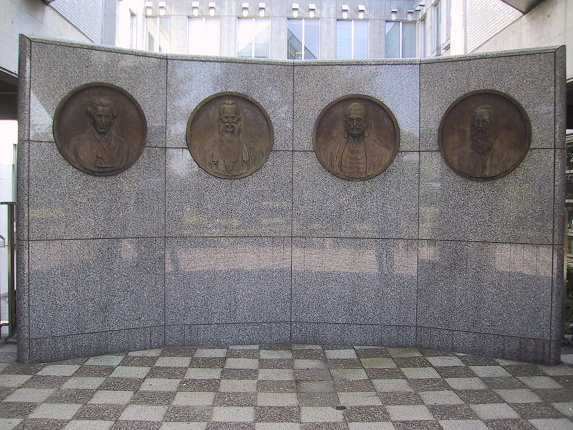
朝霞キャンパスにある四聖像レリーフ

東京都中野区にある哲学堂公園は、元々哲学館大学の移転先として確保されていた土地である。創立者である井上円了はこの土地を大学へ譲渡していたが、引退後に大学から買い戻して哲学を感じることのできる公園として整備をした。こうした関係から、東洋大学では井上円了の遺言に従って以下の概要で哲学堂祭を挙行している。
- 毎年11月の第1土曜日に開催。
- 哲学堂に祭られている四聖（孔子、釈迦、ソクラテス、カント）を順番に一人ずつ取り上げて講演を行い、哲学の思想普及に努める。
- 参加者には、甘茶、珈琲、紅茶を振る舞う。

### 鉄道駅名
1904年以降の電車の開通までは、交通機関として板橋から万世橋まで往復の乗合馬車があったが、馬車は哲学館前に来ると、「鶏声ヶ窪哲学館前」と乗降客に連呼して知らせたという。
1914 - 15年頃、曙町停留所を東洋大学前とする学生の働きかけがあったが、千人以上の学生がいなければと東京市から断られた。当時はまだ170 - 180名程度の学生数に過ぎなかった。
戦前から昭和30年代にかけての受験案内や鉄道地図では東洋大学の最寄停留所を曙町としているものが多く、旺文社の『全国大学大観』（昭和30年版）でも「国電巣鴨または水道橋駅より都電にて5分曙町下車」と記されている。
現在では東洋大学白山キャンパスの最寄り駅は都営三田線白山駅または千石駅、東京メトロ南北線本駒込駅となっている。

### 竹中平蔵を批判する立て看板事件
2019年1月、文学部哲学科4年の学生が、「竹中平蔵による授業反対！」と書いた立て看板設置し、ビラを配り、グローバル・イノベーション学科教授で元総務大臣の竹中平蔵を批判（※以下）を行った
- 同氏により大学、及びその授業が株式会社化している、授業が就職予備校化している。「ゼミ」であるはずなのに40人～50人の学生に対して、教授が一方通行で授業を行っており、ゼミとしての体を成していない。
- もともと円了は庶民に哲学を広めようと「私立哲学館」として創建されたのに、インド哲学科や中国哲学文学科を廃止する代わりに国際系や情報系の学部を増やしている
- 竹中平蔵は、休講が多い（海外にいる）
- 同氏は、13年の労働者派遣法の規制緩和の旗振り役で、弱者切り捨ての思想を授業で教えている

10分後に大学関係者に撤去された後、学生課の男性職員4、5人に2時間半にわたって事情聴取され、その中で、
- 大声による恫喝
- 「表現の自由には責任が伴う。何らかの処分で責任を取ってもらう」と「退学」を示唆する追及
- 「東洋大と名乗るな」
- 「ツイッターのアカウントを削除しろ」
- その学生が一般企業への就職が内定している為「内定先で不利な立場に遭う」

などとの発言も受けた。
学生は、このような大学側からの圧力に対抗する為に、自身が所属する哲学科の教授に連絡を取り助けを求めたが、「（普段は同じ意見を持っていたにもかかわらず）上の方針で動けない、私にも立場がある」「意見は分かるが、他にやり方があったのでは」等として、協力は得られなかった
この一件がネットニュースなどで拡散された際、大学には抗議と批判が集中し、学生には各方面から共感の意が伝えられた。

### キャンパス撤退における地元自治体との事案
東洋大学は、少子化で学生の確保が難しくなり競争率や偏差値の低下を懸念し、学生からの人気が高まっている都内近郊へキャンパスを集約する方針を示した。その流れで東洋大学板倉キャンパス（※都内の北千住駅から東武日光線で最寄りの板倉東洋大前駅まで急行で約1時間かかる）を撤退し、東洋大学朝霞キャンパス（埼玉県）に移転する表明をした。

その際、跡地利用の方向性を示されず、まちづくりの方向転換を余儀なくされる県と町は危機感を強め、計画の見直しや遺憾の念を表明した。
キャンパス移転の連絡を受けた際、群馬県知事は２人の副知事を含む関係部局の幹部を招集し、東洋大学に移転を考え直してもらうため「県として提供出来る最大限の支援策」を盛り込んだ、東洋大に提出する「県の支援のパッケージ」の中身を練り上げた。東京（白山）のキャンパスで、知事自身がこの提案を、理事長を含む幹部たちの前でプレゼンを行った。また大学側から（再三に渡り）「通学の鉄道ダイヤが不便だ」という指摘があった為、東武鉄道の社長とも面会した。しかし、その後、大学側から事実上の撤退声明となる文書が公表された。
群馬県知事の山本一太は、県議会の質疑答弁において、東洋大学の板倉キャンパス撤退を以下の理由により「県・地域と東洋大学との長年に渡る信頼関係を踏みにじるかのような大学側の『あまりに配慮に欠けた対応』」として、憤懣の意を表した。
- 東京一極集中の是正や地方創生を進めようとする国の大きな方針に逆行している。
- 東洋大学板倉キャンパスは、県の企業局が開発してきた「板倉ニュータウン」の中核的な存在であり、撤退となれば、地域の経済・交流人口にも大きな影響がある。
- 東洋大学板倉キャンパスが開設された平成９年、開設にあたって、県の財源から１０億円、公営企業である県の企業局から２３億６千万円、板倉町から１０億円の補助等を行なっている。
- 開設後も、産官学の連携による共同研究等を行うなど、県と東洋大学は、２０年以上に渡って良好な関係を築いて来た。
- 巨額の財政支援や産学連携による共同研究の実施など、大学に対して多大な協力をして来た地元への配慮が欠如している。

板倉町は、県、大学、町の三者で話し合いの条件整理を含め他大学の撤退例等を参考に話し合いを進め、東洋大学側に対して町の姿勢は示してはいるが、東洋大側からは「キャンパスは移す」以外具体的な方向性は示されていない現状に対し、以下の様に、大学側の姿勢に対し不信感を示している

「大学自らが原因者であるので、自学のことだけでなく当然、町や県に対しかけた迷惑や具体的な補償対応について、今後の板倉町の発展を阻害するような一方的撤退はあり得なく、具体的な提案を待っている状況であります。
敷地所有者の大学側として具体的な約束をした日時も守れず、半年近くも学生の撤退完了まで遅れるとの通告だけで、駅名の変更や町政の中心的なキャッチフレーズがなくなったことに対し町は大きく影響を受けますし、一方的被害者の当町に対しての思いやりも含め、常識的な配慮も、板倉町にどれだけの迷惑をかけているのか、そのことを踏まえた撤退の青写真がどう描かれているのかも含んだ具体的な話し合いにまだ入れていません。」
地元でも懸念の声が広がっており板倉町商工会は「地元には学生向けアパートを経営している不動産業者やキャンパス内で店舗を運営している企業もあるので、先行きを心配している」との見方を示した。
ライフデザイン学部が北区の校舎に移転する際も、朝霞市議会の黒川滋が「地方がほしがっている大学から、あっさり去られたのは残念です。とりわけこれからの地域運営に重要な戦略となる福祉政策のブレーンであった東洋大学ライフデザイン学部がなくなったことは、ボディーブローのようになってくるように思います。
また地域のさまざまな福祉活動をしている団体にとっても、学生ボランティアとの連携を受けているとこも少なくなく、影響は小さくなさそうです。」との意を示している
大学の都心回帰により、大学が撤退した街の住民からは「大学誘致を決めた行政には、もっと地域の開発に責任を持ってもらわないと困る」などの意見が出ており、実際に（キャンパス移転後の）跡地がどのように活用されるかは見通せない状況は、各地で見られるが、東洋大学が都心回帰により志願者を増やしたケースが他大学の都心回帰も促したとする意見もある。

### 入試制度への文部科学省から「ルール違反」との指摘
東洋大学が2024年から、開始した新入試制度が、文部科学省より「ルール違反（実施要項に反している）」との指摘を受けた。
東洋大の新入試は、年内（12/1）に行われ、生徒と学校長の名前を書いた推薦書を提出するものの、実質的に「英語・数学」か「英語・国語」の2教科のテストで合否が決まり、合否は12/10に発表される。
しかし、文科省が公表する「大学入学者選抜実施要項」（※全国の大学や高校ごとの団体などが参加した「大学入学者選抜協議会」で合意されている）には、学校推薦型を含めて「個別学力検査の試験期日は2月1日から3月25日までの間」と明記されている、すなわち「学力試験を課す東洋大の新入試はルールに反する」というものである。
（名前を記載するだけで）学校長の推薦事由を求められず、面接や小論文も課されず、合否判定は「基礎学力試験（「英語・数学」か「英語・国語」のいずれか）」の試験結果で決まるため「一般選抜」と変わらず、一般選抜であれば、共通テスト以降に実施しなければ、高校の履修との関係で不適切だと指摘されている。
上記の試験期間に加え、学校長からの「推薦書」のあり方も問題点も指摘されている。
- 生徒と学校長の名前を記載しているだけなので、推薦書の要件を満たしていない
- 文科省は「学校推薦型」においては調査書の記載内容を重視して審査するよう求めているが、2万人分（2024年度の東洋大の新入試制度の受験者数）の調査書をしっかり読めたのか、その評価基準をどのように定めていたのかが不明
　→調査票などの書類は合否判定に使用されていない[118]。
- 「推薦の要件を高校校内で審査・選考して学校長が推薦する」という、本来は重みのある「学校長の推薦」を毀損(きそん)する行為として高校側からは、「一般選抜の前倒し」「青田買い」「滑り止め受験生の入学金目当て」と批判反発を受けている[119]

10月の協議会の会合では、（東洋大と名指しはしなかったものの）高校側から以下のような強い批判が出でいる。
- 一般選抜の前倒しそのものであり、学校推薦型選抜の名前には値しない
- 高校の進路指導を大変混乱させている
- 生徒減少期に向かって他の大学も同じような対応をしなければならなくなる（日本私立中学高等学校連合会代表）
- 高校における学習時間の確保という点からもかなり問題、拡大しないように歯止めが必要
- 大学側が高いレベルの学力を求めるなら、高校側に教育する時間をしっかり与えてもらいたい（全国高等学校長協会代表）

文科省大学入試室の担当者は「（東洋大の新入試は）実施要項に反している。大学にも『検討のうえ対応を』と伝えた」と明かした。
文科省は10月、新たに学校推薦型選抜として年内に学力試験を実施すると公表した東洋大と大東文化大学の幹部を呼び出し、「試験期日のルールを逸脱している」と指導したが、両大学はそれぞれの学力試験を11月、12月に実施した。これに対し、文科省は「要項に反しており、遺憾だ」としている。
今回、文科省が東洋大に指導した理由の一つは、本件に対し苦情が多く寄せられたためであるが、東洋大学側は「関西を中心に全国で実施されている試験と同様であるにも関わらず『なぜうちだけ』という思いはある」と回答している。
- 「高校時代の成績や実績も合否判定に活用せず、学力試験の成績で合否を判定する」理由に関しては
「大人が手伝う可能性がある提出書類や、学校ごとに基準が異なる高校の成績を参考にすると、環境の格差が反映され合否を公平に判断できないから」とする
　→ 一方で、「高校側の決まり（※推薦は１校のみなど）や判断で生徒が推薦書をもらえなかった」などのケースに対しては、「それぞれの高校に判断基準があり、それを信頼している」としている。
- 「受験料収入が相当な額になるのでは？」という質問に対しては
「出願者数の見込みがたてられなかったので、会場を多く手配し相当な費用がかかった」「3万5千円の受験料で2学科まで出願でき、その場合2人とカウントするため、2万人分の受験料が入るわけではない」と答えている。
　→ 一方で「2万人の受験者数は想定内であり、受験者数は予想していたから、面接や書類を合否に用いるのは最初から不可能と判断した」としている。
これに対して、佐藤勝は、「受験料収入に関して、仮に全員が２科出願しても、東洋大学の収入は３億５千万円になり、会場の借り上げ費用で、そこまでの金額がかかるはずもなく、質問に答えていない。」とし、インタビューを担当した記者の詰めが甘さを指摘するとともに、本件は、私立学校の経営という観点から切り込むべき問題としている[118]。

この状況を受け、東洋大と難易度が同程度といわれる都内私大の関係者は「うちを受けてくれたはずの、一定の学力のある学生を奪われるので、ディフェンスのためにも追随せざるをえない。ただルール違反という指摘は気にしており、準備をしつつ最終判断はもう少し先になる」と打ち明け、他大学も追随する可能性をほのめかしている。同様の入試が広まった場合、以下の様な影響が想定されている。
- 高校教育に悪影響が出る（※高校における学習時間や部活動などの時間確保が困難になる）[123][124][125]。
- （高校教育において）生徒の安易な進路選択につながる[126]
- 一般学力選抜が実質年2回になる（※他の私立大学や国公立大学にも普及する）
- 私大間の「受験生確保における格差」が更に広まる（※コストのかかる入試を複数回行うことできる、大規模・財政力の高い私大が有利）
- 高校間の「大学進学における格差」が広まる（※入試時期が高校3年生の12月になることにより、中高の履修範囲は5年間で終了し、高校3年生（最終学年）は受験対策に費やせる私立中高一貫校などが有利になる）[127]
- 「（関西の大学では）『赤信号みんなで渡れば怖くない』といった感で今まではすんでいたが、首都圏の規模が大きな大学がやり始めると雪崩をうつように全体の日程が崩れかねない[120]。

文科省は、今後、関西の大学にも実施要項に定めた試験期日を守るように要請し、協議会で対応を決める方針とした。
その後の１２月２４日、文部科学省は、「大学入試は適切な高校教育を阻害しない配慮が必要」とし、大学入試の実施要項で「２月１日から」と定めた学力試験の期日を順守するよう全国の大学に通知した。
文科省の担当者は
としている。

## 附属学校
現在、以下の学校が東洋大学の附属学校となっている。
- 東洋大学京北中学高等学校
  - 東洋大学を創設した井上円了が開校し、第二次世界大戦前まではともに財団法人東洋大学によって運営されていた。学制改革に伴う財団法人の学校法人化の際に学校法人京北学園として独立、同学校法人による運営となった。2011年に学校法人京北学園が学校法人東洋大学と合併するため、同年より東洋大学の付属学校として再び東洋大学による運営となった[129]。
- 東洋大学附属姫路中学校・高等学校
- 東洋大学附属牛久中学校・高等学校
- 京北幼稚園

### 過去の附属学校
- 東洋大学附属南部高等学校 - 1977年に閉校、敷地と建物は青森県立南部工業高等学校に。
- 東洋大学第三高等学校 - 準附属校。東洋大学の学園紛争が原因で1974年に提携解消、東海大学と提携し東海大学甲府高等学校に。
- 京北学園白山高等学校 - 2016年から休校中。

## 関連会社
- 東洋大学グローバルサービス株式会社[130]
- 株式会社東洋大学ファシリティーズ[131]

## Wiki関係他プロジェクトリンク
- ウィキメディア・コモンズ（Wikimedia Commons）
  - 東洋大学
- ウィキソース（Wikisource）
  - 東洋大学校歌